# Klubbekriget

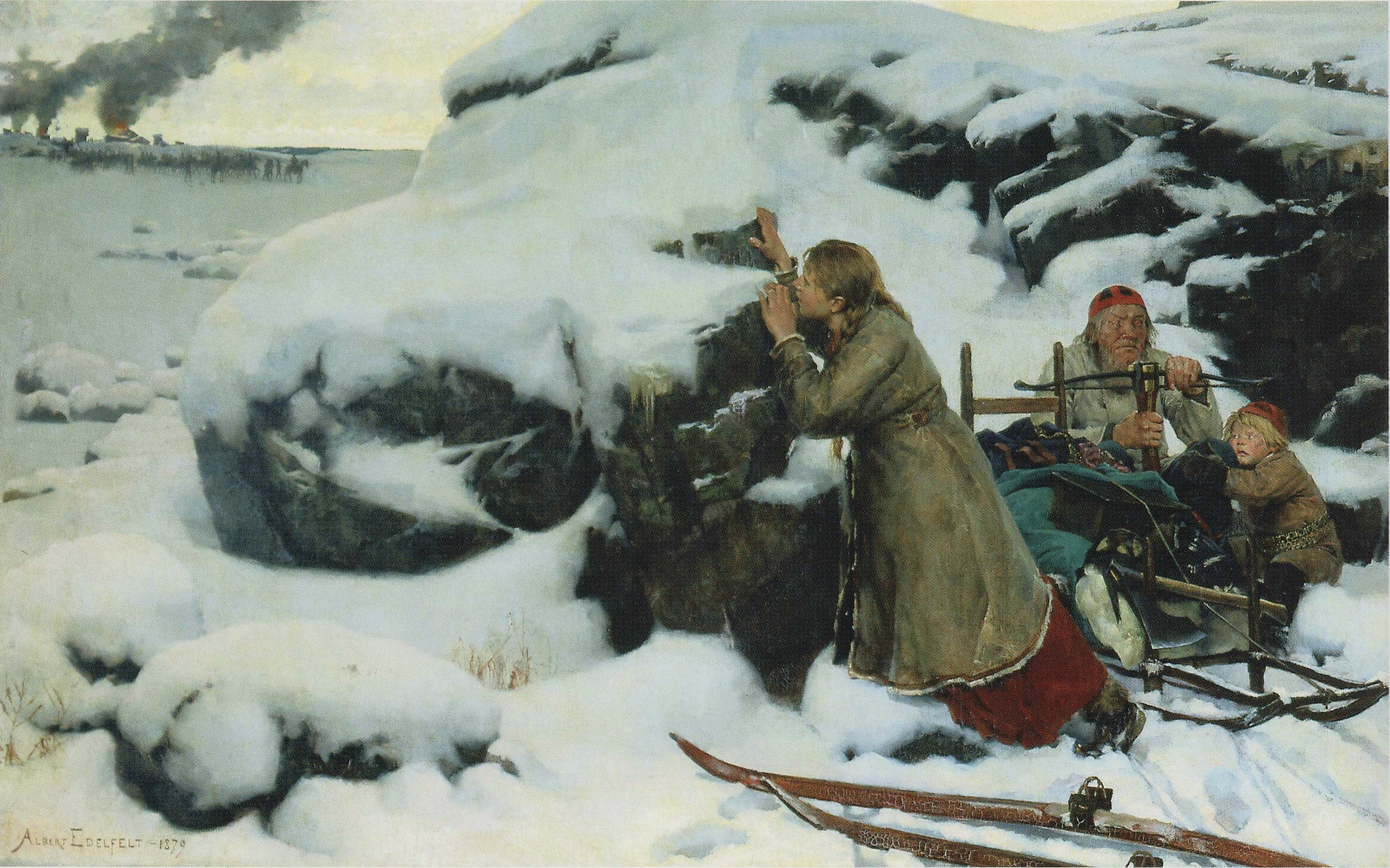
Den brända byn, konstnären Albert Edelfelts skildring av klubbekriget.

Klubbekriget (finska: Nuijasota) är en sammanfattande benämning på en rad bondeuppror som pågick från den 25 november 1596 till den 24 februari 1597 i finländska Österbotten. Namnet kommer av att klubbor (nuija) förekom bland de vapen som bönderna använde. Det var kulminationen på två decenniers bondeoroligheter. Bondeupproret, som underblåstes av hertig Karl, riktade sig mot ståthållaren på Åbo slott Klas Fleming. Ledare för upproret var Jacob Ilkka. Kriget skulle kosta minst 3 000 människors liv.

## Bakgrund
Upproret framkallades av de krigstida förhållandena (nordiska tjugofemårskriget mellan Sverige och Ryssland 1570–1595) och därmed sammanhängande övergrepp och olagligheter. En av de främsta orsakerna var borglägerstungan, som snart blev en börda enbart för allmogen som sedermera urartade och på sikt ledde till total utsugning och utarmning av bönderna.
Inte ens efter freden i Teusina 1595 drogs trupperna undan. Den som ansvarade för detta var marsken och tillika ståthållaren på Åbo slott Klas Fleming, som kom från en finländsk adelssläkt. Den finska allmogen klagade bittert över Flemings hårdhet och hans knektars våldsamma framfart. Särskilt starkt blev missnöjet i Österbotten, där folket av ålder varit befriat från inkvartering av knektar. När nu Fleming lade krigsfolk i borgläger även där blev måttet rågat. I Finland hade det utvecklats en sed att knektarna själva gick runt hos bönderna och krävde underhåll. På detta sätt lämnades allmogen över till knektarnas godtycke.
Bönderna klagade hos hertig Karl, som då var riksrådets ledare i Sigismunds frånvaro. Han gav dem rådet att på egen hand försvara sig mot Flemings knektar och antydde att hjälp skulle komma från hans sida. Enligt en äldre beskrivning ska Karl ha sagt åt delegationen av bönder från Österbotten: "Jag vet ingen annan råd, än att I fån skaffa eder fred med egen hand. Ty I ären väl så många, att I kunnen slå dem ifrån eder, om icke med annat så med gärdsgårdsstörar och klubbor. Vakter I själve till lands; jag vill taga akt på sjön!"
Bakgrunden till hertig Karls inställning var konflikten mellan honom och Sigismund, under vilken Klas Fleming var en lojal Sigismundanhängare. Hertigen kallade själv Fleming för "den bondebödelen och blodhunden".
Bengt Pouttu från Storkyro socken kallades för "klubbekrigets politiska ledare". Pouttu engagerade sig tidigt i att hitta en fredlig lösning genom täta besök i Stockholm hos hertig Karl. Men till sist tröttnade bönderna och såg ingen annan lösning än att göra väpnat motstånd trots att de antagligen visste att deras chanser var små.

## Kriget

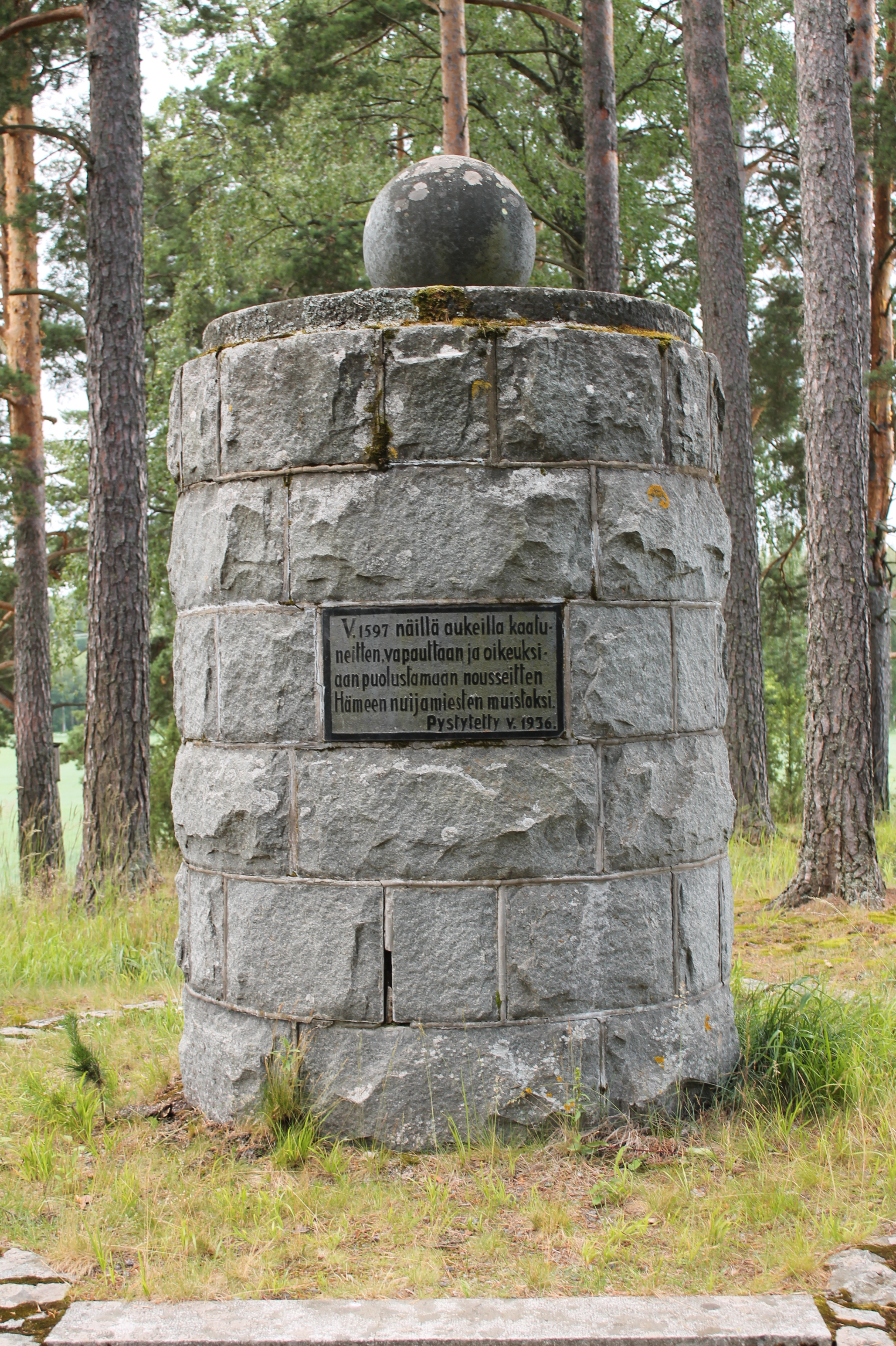
Minnesmärke i Padasjoki över klubbekriget.

Redan 25 november 1596 inträffade ett häftigt tumult invid Storkyro kyrka. Det var signalen till klubbekriget. Jacob Ilkka med tidigare krigserfarenhet valdes till ledare. Bland övriga ledare nämns Bengt Pouttu, Perttu Palo, Martti Tuomaala, Esko Pietarinpoika Uttermark, Pentti Piri och Yrjö Kontsa. De egentliga operationerna sönderfaller i fyra geografiskt och kronologiskt särskilda faser: sydösterbottningarnas kamp, striden i Tavastland, striden i Savolax och slutligen nordösterbottningarnas kamp. 
Bönderna beslöt att, fördelade i skilda skaror, bryta in i södra Finland. Huvudstyrkan under befäl av Jacob Ilkka trängde fram till Birkala socken i nordöstra Satakunta, men blev den 31 december 1596 slagen vid Nokia gård. Fleming erbjöd försoning om Ilkka utlämnades. Ilkka hann dock fly, men blev några dagar in på 1597 tillfångatagen av bönderna och avrättad vid Storkyro kyrka av fogden Abraham Melkiorsson. Överenskommelsen mellan Fleming och bönderna gick om intet, och bönderna började fly. Troligen höggs några hundra bönder ned av trupperna. Plundring av gårdarna i övre Satakunda följde.
En skara under befäl av Bengt Pouttu blev slagen av Axel Kurck vid Anola gård i Ulfsby socken. De bönder, som framträngt till Tavastland, slogs tillbaka av Ivar Tavast invid Padasjoki kyrka. Bönderna överlämnade sina vapen utan strid sedan de blivit lovade försoning. Därefter gick trupperna till angrepp och anställde ett blodbad på 300-400 försvarslösa klubbekrigare.
I Savolax hade upprorsparollerna gått ut från Rautalampi. Man fick med sig bönderna från Stor-Savolax och Jockas samt från delar av Pieksämäki, Jorois och Rantasalmi. Gödik Fincke på Olofsborg fick hjälp från Kexholm och Viborg. Avgörandet skedde vid prästgården i S:t Michel den 23 januari 1597. Bönderna gav upp mot löfte om nåd. Därefter anställde Finckes trupper ett blodbad.
Medan de sydösterbottniska bönderna led nederlag efter nederlag, hade nordösterbottningarna hållit sig stilla. Men nu började även dessa att röra på sig, sedan hertig Karl sänt dit fogden Israel Larsson, för att uppvigla dem till motstånd mot Fleming. Nyuppbådade bondhopar framträngde till södra Österbotten, och sydösterbottningar anslöt sig till skaran. Även bönder från de svenskspråkiga sockarna Pedersöre, Vörå och Karleby anslöt sig. Fleming med sina ryttare skyndade dem till mötes. Inför striden vid Santavuori i Ilmola socken den 24 februari 1597 decimerades böndernas led genom att de svensktalande bönderna gick över till Fleming. Vad som avgjorde striden var taktik och terräng. Ingen massaker förekom, däremot plundrades de finska socknarna i Sydösterbotten; ledarna fördes till Åbo. I Santavuori står ett monument över klubbekrigarna.

## Debatten om klubbekriget
Historikern Heikki Ylikangas har upptäckt ett hittills okänt uppror i svenska Österbotten i slutet av 1595, vilket förklarar varför svenskspråkiga bönder ogärna anslöt sig till klubbekrigarna. Hans Fordell i Pedersöre hade varit i kontakt med Jacob Ilkka, men upproret misslyckades. Ilkka tillfångatogs, men lyckades denna gång rymma från Åbo slott.
Historieskrivningen om klubbekriget är av relativt tidigt datum. Redan på 1840-talet publicerade Edvard Grönblad en dokumentsamling om klubbekriget. På 1850-talet utgav Yrjö Koskinen sitt verk om kriget. Enligt honom kämpade bönderna för sin bondefrihet. Pentti Renvall reviderade denna bild på 1930- och 40-talet och anförde en psykologisk förklaring: Krigströttheten och andlig efterblivenhet hos bönderna i perifera delar av landet fick stå som bakgrund, och denna bild var förhärskande fram till 1970-talet då Ylikangas tog tag i ämnet. Han identifierade bakgrunden i en skärpt ståndsmotsättning: Adelns inflytande ökade medan böndernas utarmning tilltog. Böndernas gamla självständighet och frihet var alltså i fara. Ylikangas jämförde också med andra bondeuppror och pekade på typiska drag. De nationella särdragen nedtonades. Men ett fenomen var speciellt för Finland under perioden: utarmningen av bönderna (i Sverige till exempel ökade hemmanen).
En annan förklaring som anförts är att den allmänna prisutvecklingen var synnerligen oförmånlig för producenterna i Österbotten. Detta skall ses i kombination med hotet om godtyckliga konfiskationer genom borglägren. Därför gjorde storbönder och fattigare bönder gemensam sak.

## Efterspel
Motsättningen mellan den segrande finska krigaradeln och den finska bondebefolkningen, påverkade att de finska slotten inte anslöt sig till hertig Karl efter händelserna efter slaget vid Stångebro utan förblev Sigismundanhängare. Då hertig Karl erövrat Finland avrättades många finländska adelsmän i Åbo blodbad och i Viborgs blodbad, samtidigt som finska bönder på många håll utkrävde sin hämnd efter klubbekriget.